# Клінтон (округ Онейда, Нью-Йорк)
Клінтон (англ. Clinton) — селище (англ. village) в США, в окрузі Онейда штату Нью-Йорк. Населення — 1683 особи (2020).

## Географія
Клінтон розташований за координатами 43°2′56″ пн. ш. 75°22′42″ зх. д. / 43.04889° пн. ш. 75.37833° зх. д. (43.048866, -75.378462).  За даними Бюро перепису населення США в 2010 році селище мало площу 1,62 км², уся площа — суходіл.

## Демографія
Згідно з переписом 2010 року, у селищі мешкали 1942 особи в 953 домогосподарствах у складі 503 родин. Густота населення становила 1198 осіб/км².  Було 1004 помешкання (619/км²).
Расовий склад населення:
| - 95,4 % — білих - 2,1 % — азіатів - 0,9 % — чорних або афроамериканців - 0,2 % — корінних американців |

До двох чи більше рас належало 1,4 %. Частка іспаномовних становила 1,6 % від усіх жителів.
За віковим діапазоном населення розподілялося таким чином: 18,4 % — особи молодші 18 років, 62,0 % — особи у віці 18—64 років, 19,6 % — особи у віці 65 років та старші. Медіана віку мешканця становила 46,1 року. На 100 осіб жіночої статі у селищі припадало 90,2 чоловіків;  на 100 жінок у віці від 18 років та старших — 84,9 чоловіків також старших 18 років.
Середній дохід на одне домашнє господарство  становив 76 328 доларів США (медіана — 54 813), а середній дохід на одну сім'ю — 104 310 доларів (медіана — 80 250). Медіана доходів становила 60 750 доларів для чоловіків та 49 833 долари для жінок. За межею бідності перебувало 11,0 % осіб, у тому числі 9,0 % дітей у віці до 18 років та 6,3 % осіб у віці 65 років та старших. Цивільне працевлаштоване населення становило 1016 осіб. Основні галузі зайнятості: освіта, охорона здоров'я та соціальна допомога — 41,2 %, роздрібна торгівля — 11,6 %, науковці, спеціалісти, менеджери — 6,8 %, фінанси, страхування та нерухомість — 6,3 %.